# Ježek Janček
Ježek Janček je literarni lik slovenske ljudske pravljice. Ta govori o dečku Jančku, ki se je spremenil v ježa.

## Predstavitev lika, pravljice
Mati je nekega dne mesila kruh. Ker je mali Janček silil zraven, da bi mesil tudi on, ga je mati napodila z besedami: »Beži no, ježek!«. Ker pa so se v tistem času dogajali čudeži, se je deček res spremenil v ježka. Šel je od doma in si v gozdu pod votlo hruško izkopal jamo ter v njej prebival dolgih sedem let. Blizu gozda je bil grad. Nekega dne se je grof iz gradu v gozdu izgubil. Ker je bil utrujen, je počival pod hruško, kjer je prebival Janček. Ta se je ponudil, da mu pokaže pot domov - a le za dobro plačilo: zahteval je, da mu da za ženo eno od njegovih hčera. Ker grofu ni preostalo drugega, je privolil in ježek mu je takoj pokazal pot domov.
Drugi dan je Janček prišel na ogled hčera, katerim pa je grof naročil zapreti vsa vrata in okna, ko se ježek prikaže. Slednji se je znašel, skočil petelinu na hrbet, ta se je prestrašil in skupaj z njim poletel na okno, kjer so stale grofove hčerke. Starejši ga nista hoteli, češ da ni dovolj dober zanju, najmlajša pa se ga je usmilila in ga vzela, saj mu je bila hvaležna, da je rešil očeta. Ko sta prišla pred oltar, se je Janček spremenil nazaj v prekrasnega mladeniča. Ko sta njeni sestri to videli, sta ga hoteli imeti sami, češ da je nevesta še premlada. Toda ženin noče nobene druge kot te, ki ga je rešila ježeve kože.

## Analiza lika
Glavni literarni lik je deček Janček, ki se po materinih besedah čudežno spremeni v ježa, kar je tudi ena od značilnosti ljudske pravljice. Ker ga mati ne sprejme, mora od hiše. Na srečo zna poskrbeti sam zase, samostojno živeti, ustvariti si domek in zaživeti novo življenje. Je neodvisen - nikjer ni zaslediti, da bi mati kaj skrbelo za sina. Janček se sprijazni s tem, da ni več, kot je bilo. Ko čez sedem let (pravljično število) sreča grofa, mu ponudi pomoč v zameno za uslugo. Opazimo nasprotje bogat - reven. Jančka ne moti, da ga je grofova hčerka vzela iz usmiljenja in ne iz ljubezni, pomembno mu je le, da se spremeni nazaj v človeka in spet zaživi normalno življenje. Ta cilj tudi doseže. Dekličino dejanje zelo ceni in za ženo noče nobene druge.

## Izdaje pravljice
Pravljica je bila izdana kot samostojna knjiga (Janček ježek: 1982, 1986) in pa tudi večkrat v knjigi z ostalimi ljudskimi pravljicami. Npr.: zbirka Babica pripoveduje (1967, 1980, 1998), Slovenske ljudske pravljice (1992, 1996, 1999, 2002, 2005, 2007), Pesmice in pravljici zate (2003) …

## Primerjave
Pravljico Janček ježek lahko primerjamo z drugimi pravljicami: 
- Motiv poroke med človekom in nečloveškim bitjem zasledimo že v stari grški mitologiji in sicer v mitu Amor in Psiha. Govori o kralju in kraljici, ki sta imela tri hčere. Starejši dve sta se poročili, mlajša pa ni mogla najti snubca. Ker je bila zelo lepa, ni nihče več častil prave Venere (boginja lepote), zato je ta postala ljubosumna. Da bi se ji maščevala, je svojemu prvemu sinu Amorju (bog ljubezni) naročila, naj poišče najbolj groznega človeka in povzroči, da se bo Psiha zaljubila vanj. Ker so bili starši Psihe zaskrbljeni, ker ne najde snubca, je prerok rekel kralju, naj gre Psiha na vrh planine, pripravljena na poroko in naj za moža ne pričakuje človeka. To stori, Zefir (bog vetra) jo odnese v dolino polno cvetja. Tam zaspi. Zbudi se v kraljevski palači iz srebra in zlata. Ugotovi, da je njen soprog podnevi neviden, ponoči ga pa ne more videti zaradi teme. Ker si želi videti svoje sestre, ji nevidni mož to omogoči, a pod pogojem, da ne bo upoštevala njihovih nasvetov. Zefir ji res pripelje sestre, te pa ji zaradi zavisti hočejo uničiti srečo. Rečejo ji, da je poročena z zmajem in bo rodila nekaj čudnega, zmaj pa bo oba požrl. Njun nasvet je bil, naj ponoči vžge svetilko in vzame nož ter tako vidi in ubije svojega moža. Ker Psiha vsemu temu verjame, to res stori. A na njeno nesrečo je ugotovila, da zraven nje leži prelepi Amor. Ko ta vidi, da ona ni držala besede, jo za vedno zapusti. Psihino življenje se na koncu srečno konča, preko trpljenja in izkušenj je postala nesmrtna in tako dosegla svoj cilj.
- Zelo podobno zgodbo najdemo tudi v ljudski pravljici Jež se ženi. Ta pripoveduje o grofu in grofici, ki sta si zelo želela imeti otroka. Ker je bilo kraljici vseeno, kakšen bo, je rodila ježa. Grof se ga je sramoval, ona pa brezpogojno ljubila. Po dvajsetih letih je jež izrazil željo, da bi se poročil. Šel je k neki revni hiši, kjer so imeli tri hčere. Ker se ga je gospodar usmilil, je poklical vse tri in dejal, da se, če ga bo katera hotela imeti, lahko poroči z njo. Starejši dve sta ga zavrnili, mlajša pa ga je vzela iz usmiljenja. Ko ga je na poroki poljubila, se je zbodla in ko je kapljica krvi padla na ježkovo kožo, se je ta spremenil v postavnega mladeniča. Tudi v tej pravljici sta starejši sestri obžalovali dejanje.
- V pravljici Sin jež je mati sina uročila v ježa. Ta je šel po svetu, pri kmetu pasel prašiče in vsa tri leta srečeval v gozdu moža, ki se je vedno znova izgubil. Ker mu je jež pomagal priti ven iz gozda, je hotel v zameno eno od njegovih treh hčera. Tudi tu ga ni nobena hotela, razen najmlajše. Ko se poročita, se je spremenil v čednega mladeniča. Starejši sestri iz ljubosumja naredita samomor.
- V pravljici Žabji kralj ima kralj tri hčere. Najmlajša se najraje igra z zlato žogo v gozdu ob tolmunu. Nekega dne ji pade žoga v vodo in medtem ko joče, pride ven žaba. Ponudi ji pomoč, če se bo ta v zameno igrala z njo, jedla, pila, če bo lahko spala z njo v isti postelji … Kraljična obljubi, da bo vse to izpolnila, čeprav ne misli resno. Žaba ji prinese žogo, kraljična pa takoj steče nazaj v grad. Ker se ne zmeni za žabo, ta pride za njo. Kralj ukaže hčerki, da mora obljubo držati. Ko hoče žaba z njo spati, jo kraljična vrže v steno. Takrat se žaba spremeni v kraljeviča. Sovraštvo do žabe preraste v prijateljstvo, temu pa sledi poroka.
- Ljudska pravljica S kačo se je oženil govori o kmetu s tremi sinovi. Starejša dva si najdeta ženo, najmlajši pa ne, zato gre po svetu. Sreča kačo, ta mu reče, naj se poroči z njo in mu da zlat ključek, ki bo izpolnil vse njegove želje. Ker upošteva vsa njena navodila, se kača na gostiji ob polnoči spremeni v krasno deklico.
- Motiv spremembe človek-žival-človek se pojavi tudi v pravljici Saše Vegri, Jure Kvak Kvak. Ta se med kosilom zaradi prevelike količine vode, ki jo popije, spremeni v žabo. Teta ga odnese ven v lužo, ta čas pa pripravi jagode s smetano. Jure se spet spremeni v človeka.